# Francolí frontnegre
El francolí frontnegre (Pternistis atrifrons) és una espècie d'ocell de la família dels fasiànids (Phasianidae) que habita la selva de muntanya del sud d'Etiòpia. Era considerat una subespècie de Pternistis castaneicollis, però actualment es considera una espècie de ple dret, arran els treballs de Töpfer et al. (2014).